# 脇町潜水橋
脇町潜水橋（わきまちせんすいきょう）は、吉野川に架かる徳島県道199号脇三谷線の潜水橋。南岸は徳島県美馬市穴吹町三島舞中島。北岸は同県同市脇町大字脇町。別称は舞中島潜水橋。脇町橋。にし阿波お勧めビューポイント100選選定。

## 沿革
- 1961年（昭和36年） - 完成。かつては「舞中島渡し」が存在した。
- 2004年（平成16年） - 豪雨で橋が流失。
- 2006年（平成18年） - 復旧。

## 橋の概要
- 橋長：207 m
- 有効幅員：3.6 m
- 完成：1961年（昭和36年）

## 周辺
- 舞中島 - 南岸にある川中島。
- 脇町南町